# جيف هال (لاعب غولف)
جيف هال (بالإنجليزية: Jeff Hall)‏ هو لاعب غولف بريطاني، ولد في 5 يوليو 1957 في برستل في المملكة المتحدة.

## وصلات خارجية
- جيف هال على موقع رابطة أوروبا للاعبي الغولف المحترفين (الإنجليزية)